# Berget (retreatgård)

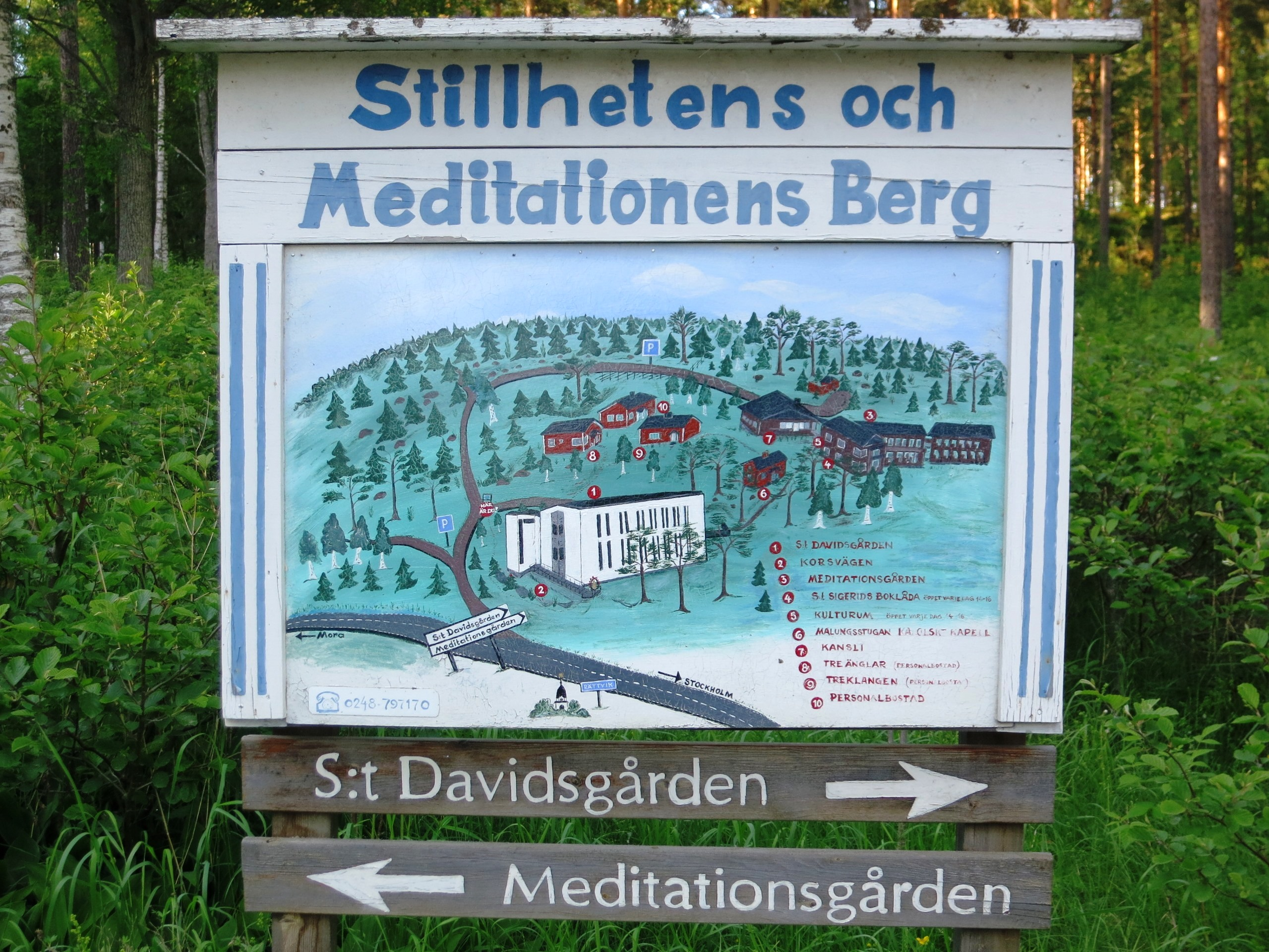

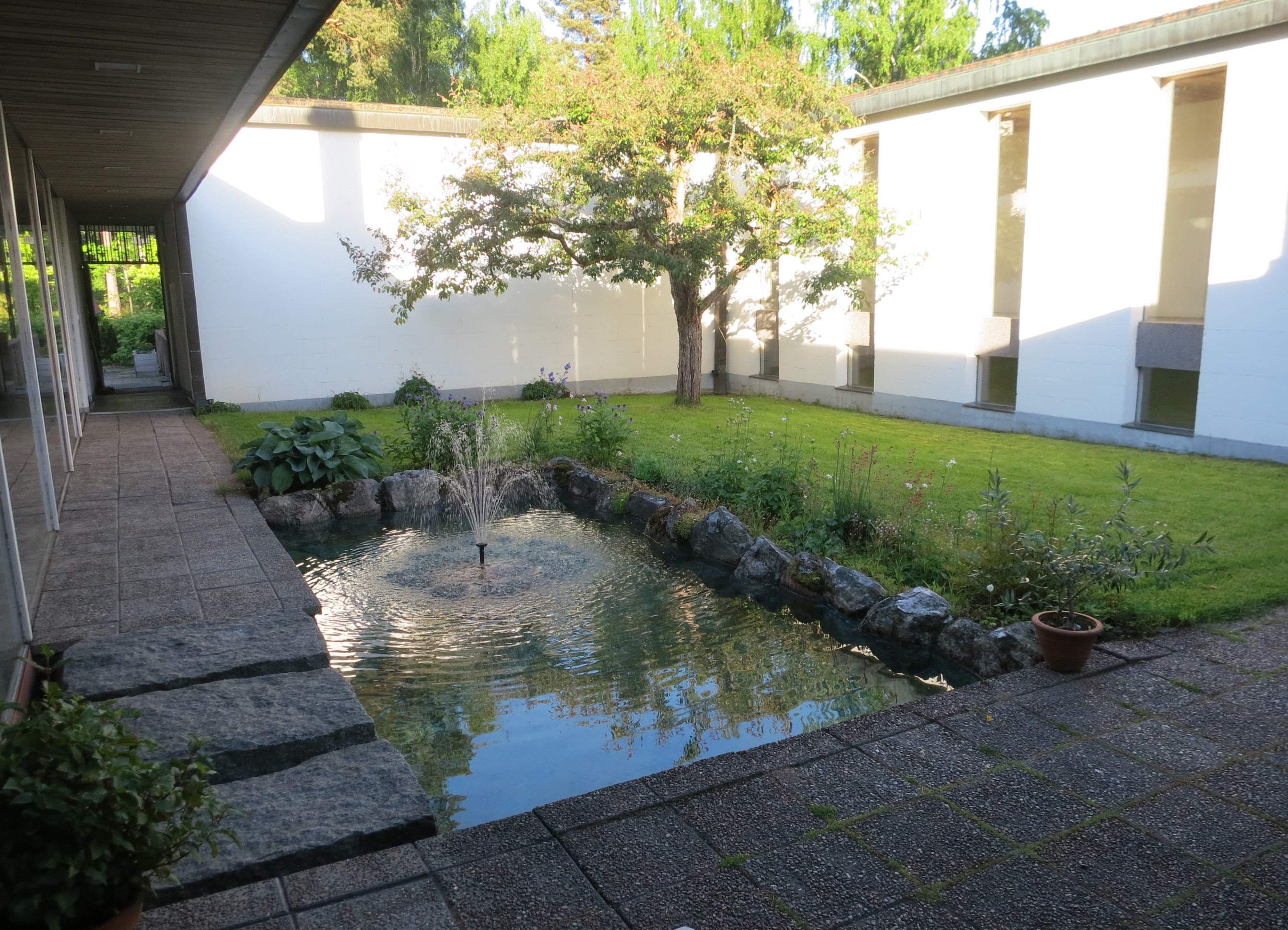
Retreatgården Berget

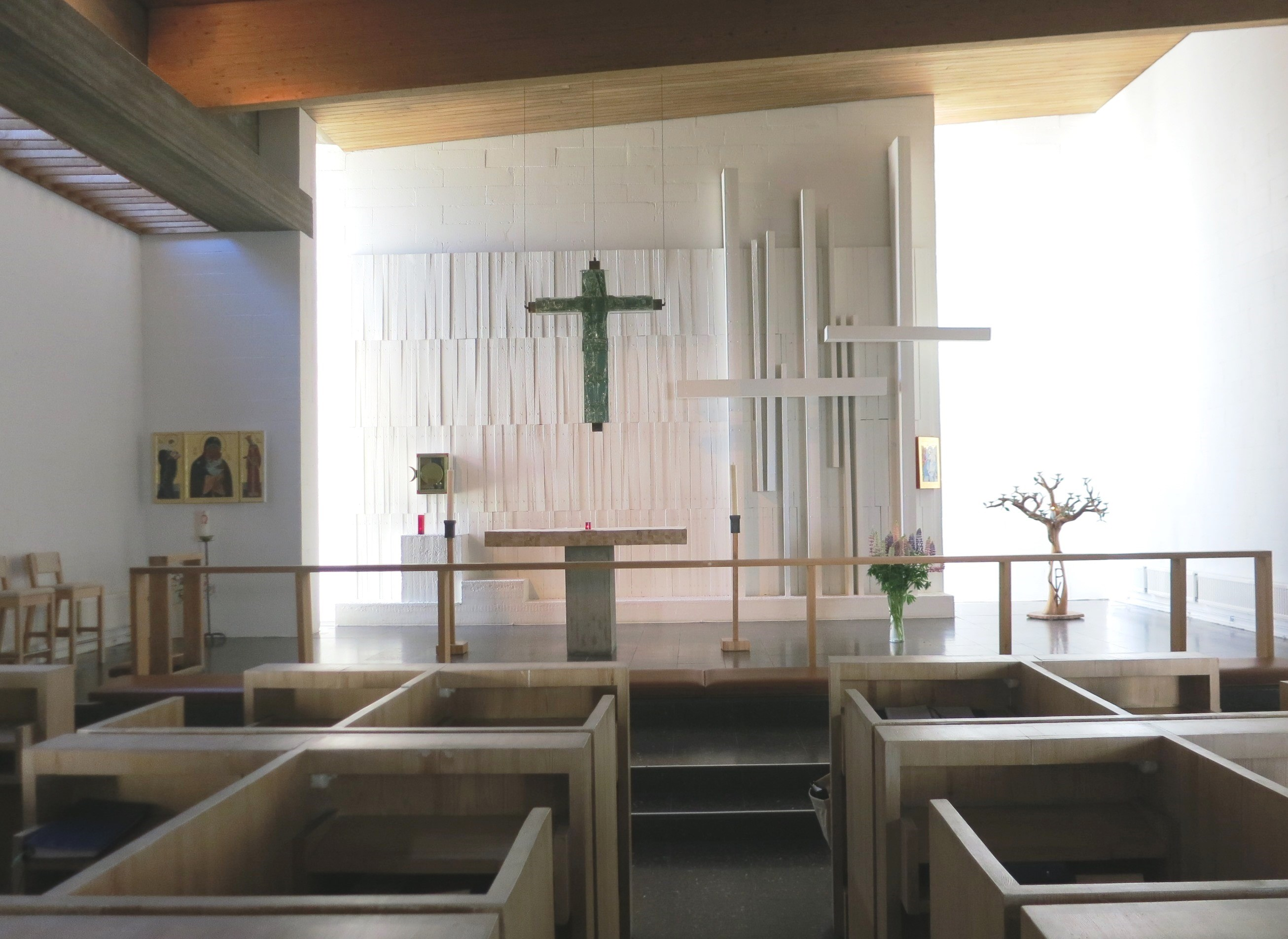
Kyrkorummet på Retreatgården Berget

Berget är en retreatgård i Rättviks kommun i Dalarna vilken drivs i stiftelseform. Den har årligen ett par tusen retreatsökande från hela landet.

## Historik
Med anknytning till Svenska kyrkans stiftsgård i Rättvik uppfördes S:t Davidsgården som Nordens första retreatanläggning. Den invigdes den 18 november 1962 av biskop Sven Silén och biskop emeritus John Cullberg, båda i Västerås stift. Anläggningen byggdes i Kaplaskogen, en höjd vid Rättvik.
Arkitekt var Jack Hanson.
År 1969 uppfördes Malungsstugan som hade skänkts av Malungs församling. Den inreddes 1984 till katolskt kapell och fem dominikansystrar kom till anläggningen. År 1971 uppfördes Meditationsgården som kursgård och avsedd för kristen djupmeditation. År 1974 frikopplades S:t Davidsgården och Meditationsgården från Stiftsgården och en självständig stiftelse, Stiftelsen Berget, bildades. Ordförande för Stiftelsen Berget är Jan-eric Jonsgården (sedan 2007).
År 1994 bildades kommuniteten Den Heliga Treenigheten och tog ansvaret för gudstjänstlivet, ekumenisk vision och den yttre miljön kring gårdarna. År 2015 uppmärksammades att flera medlemmar av kommuniteten avsåg konvertera till romersk-katolska kyrkan vilket skulle kunna innebära kyrkorättsliga följder för kommunitetens ställning och därmed för gårdens verksamhet.
Verksamheten bedrivs på kristen grund. Mässa firas dagligen enligt Svenska kyrkans ordning men även katolsk mässa firas regelbundet. Retreatdagen byggs upp av mässan och tidebönerna. Målsättningen är att verka för andlig fördjupning och kyrkans enhet. Nyckelbegrepp är stillhet, kravlöshet, tillitsfullt lyssnande och öppenhet. 
S:t David av Munktorp har gett namn åt S:t Davidsgården. Han kom som missionär från England och är Västmanlands skyddshelgon och apostel för Västerås stift.

## Föreståndare
- 1962–1984: Nils-Hugo Ahlstedt
- 1984–2010: Per Mases
- 2010-ff: Peder Bergqvist[9]